# آخر العنقود (فلم)
آخر العنقود فيلم دراما مصري لعام 1966 من إخراج، وتأليف زهير بكير. الفيلم من بطولة حسن يوسف، وشمس البارودي، وصلاح قابيل، وتحية كاريوكا، ويروي قصة محمد الذي يتصنَّع الموت بعد مزاح وشجار مع صديقه سعد، فيظن سعد أنه قتل صديقه فيهرب. وفي هروبه يتعرف على عصابة تحاول إقناعه بالانضمام لهم.
صدر الفيلم إلى دور العرض المصرية في 20 أبريل 1966.
منح موقع قاعدة بيانات الأفلام العربية «السينما.كوم» الفيلم درجة 5.9/ 10.

## أحداث الفيلم
يعيش الشاب سعد سعيد (حسن يوسف) مع والدته التي تدلِّلُه، ولهذا فهو شاب ضعيف الشخصية، لا يستطيع حتى الدفاع عن نفسه، ويعتمد على ابن خالته محمد (صلاح قابيل) للدفاع عنه، وقد خطبت له والدته ابنة خالته سنية (سهير صبرى) على غير رغبتها، فقد كانت تحب محمد، الذي أراد علاج سعد من حالته المزرية، فأثار أعصابه وإستفزه، حتى أمسك سعد بأصيص من الفخار، مهدداً محمد، ولكن الأصيص وقع من يده عفواً وأصاب محمد، وظن سعد أنه قتله فهرب، واختبأ بأحد المنازل، ليكتشف أنه ملك مخترع فقد عقله، فقد أراد أن يخدر سعد ويفرم لحمه ويرسله للفضاء، ويخلع ملابسه ليعبئها بالهواء، ويسلمه ملابس غيرها، ولكن سعد يهرب منه، ويكتشف سعد بأن الملابس بها مبلغ كبير. يصادفه سائق الشاحنة معوض (زين العشماوى)، وطمع في المال، ويصطحبه معه للمدينة لقضاء سهرة بملهى ليلى، حيث يتعرف على صاحبة فرقة العوالم توحيدة سوست (تحية كاريوكا)، وبنات فرقتها سعاد (شمس البارودى)، وصباح (لبلبه)، ومدير الفرقة منعم مشاوير (عبد المنعم إبراهيم)، وصاحب الملهى وزعيم العصابة توفيق سنكح (توفيق الدقن).
كان توفيق يستقبل الوافدين من الأقاليم، طالبين للعمل، ويتآمر عليهم ويوهمهم بقتل أحدهم، ليحصل على إعتراف كتابى منهم، مقابل إخفاء الجثة وعدم إبلاغ الشرطة، ليضمن ولائهم والخضوع له. يتمكن توفيق من خداع سعد بالخمر حتى يسكره وتستولى سعاد على أمواله، ويضطر سعد لقبول العمل بفرقة الافراح.
يهرب سعد ومنعم مشاوير للعمل في مكان آخر، ويطالبهم صاحب العمل بشهادة المعاملة العسكرية. يتم تجنيدهم، وإلحاقهم بفرق التدريب، حيث يشتد عودهم، ويتخلى سعد عن خوفه، ويصبح شجاعاً متحملاً للمسؤولية، ويتم نقلهم لنيل فرقة فدائيين، ليكتشف سعد أن المدرب هو ابن خالته محمد، الذي كان يظنه مات، ويفكر سعد في الاتصال بسعاد التي أحبها، ويلتقي بها، وتوافقه على الهرب من الفرقة، ولكن محمد يعيد سعد إلى البلد ليعرف الجميع أن سعد على قيد الحياة. يتجه الجميع لوكر العصابة لإنقاذ سعاد وصباح، وإبلاغ البوليس عن توحيدة ومعوض وزعيم العصابة توفيق سنكح، ويتزوج سعد من سعاد، ومنعم مشاوير من صباح، ومحمد من سنية.

## طاقم التمثيل
- حسن يوسف: في دور سعد سعيد السعداوي.

- صلاح قابيل: في دور محمد.

- شمس البارودي: في دور سعاد.

- تحية كاريوكا: في دور العالمة توحيدة سوست.

- عبد المنعم إبراهيم: في دور منعم مشاوير.

- لبلبة: في دور صباح.

- زين العشماوي: في دور معوض.

- توفيق الدقن: في دور توفيق سنكح.

- محمد شوقي: في دور مصيلحي القهوجي.

- محمد أحمد المصري: في دور المخترع المجنون.

بالاشتراك مع: سهير زكي – سهير صبري – فريدة محمود – سعيد عاشور – رفعت حبيب – فكري علي – عفاف بدر – أنيس طاهر – خيري فرج – وفاء شريف – راجية إبراهيم – الطوخي توفيق – الطفل شريف زهير.

## كواليس التصوير
نشرت صحيفة الشرق الأوسط السعودية مقال تحت عنوان «حسن يوسف يفتح خزائن أسراره»، حيث قال عن أول لقاء له مع شمس البارودي في هذا الفيلم عام 1966: «كان أول لقاء في فيلم (آخر العنقود) وكانت شمس وقتها في المرحلة الثانوية، وأتذكر أنه حدثت بيني وبينها مشادة حادة، حيث تأخرتْ جدا في أحد أيام التصوير مما أغضبني وجعلني أطلبها في البيت بصفتي بطل العمل لأعرف سبب تعطيل التصوير، وعندما سألتها قالت لي: (أنت مالك، أنت مش المخرج ولا المنتج وليس من حقك تسألني، ولعلمك أنا لن أستكمل هذا الفيلم، وأنا حرة)، وأغلقت السماعة في وجهي». كانت لبلبة المشاركة في بطولة الفيلم هي زوجة حسن يوسف في وقت تصوير الفيلم، ووقع الطلاق في عام 1972، وتزوج من شمس البارودي عام 1973. كانت الفنانة لبلبة قد هددت أسرتها بالانتحار للضغط عيهم للزواج من حسن يوسف حسب موقع الفن حيث لاكتب: «في نهاية الستينيات كانت لبلبة وقتها ابنة 17 عاما، وقع حسن يوسف في غرام لبلبة وطلب منها الزواج، وكان سر إعجابه بها هو حبها الشديد لوالدتها، حيث كانت في بعض الأحيان تعتذر عن سفريات وأعمال كثيرة من أجل الاهتمام بها، وبعد لقاءات عابرة كشفت له لبلبة أن والدتها تراها صغيرة حيث كانت تبلغ من العمر 17 عاماً، وبالفعل حينما تقدم لخطوبتها رفضت والدتها الزواج، فهددت لبلبة بالإنتحار وجمعت ملابسها وقررت أن تتم الزواج لتضطر والدتها إلى أن توافق على الأمر فقط. وفي حفل الزفاف حضر عدد كبير من نجوم الوسط الفني، ومنهم شادية وفريد شوقي ودام الزواج سبع سنوات»، وأضاف موقع ليالينا حضور المغتي الراحل عبد الحليم حافظ حفل الزفاف، ونشرت صور تجمع الثلاثة معاً.

## روابط خارجية
- مقالات تستعمل روابط فنية بلا صلة مع ويكي بيانات

https://www.altreeq.com/204770 آخر العنقود (فيلم)
https://dhliz.com/film/aakher_al_3anqoud/ آخر العنقود (فيلم)
https://www.imdb.com/title/tt0376465/?ref_=ttrel_rel_tt آخر العنقود (فيلم)
https://karohat.com/Title/f3105d3f-0ae7-4c00-9d94-fd9c86354c70 آخر العنقود (فيلم)
https://pulpit.alwatanvoice.com/articles/2014/05/02/328290.html آخر العنقود (فيلم)